# Вищий спеціалізований суд України з розгляду цивільних і кримінальних справ

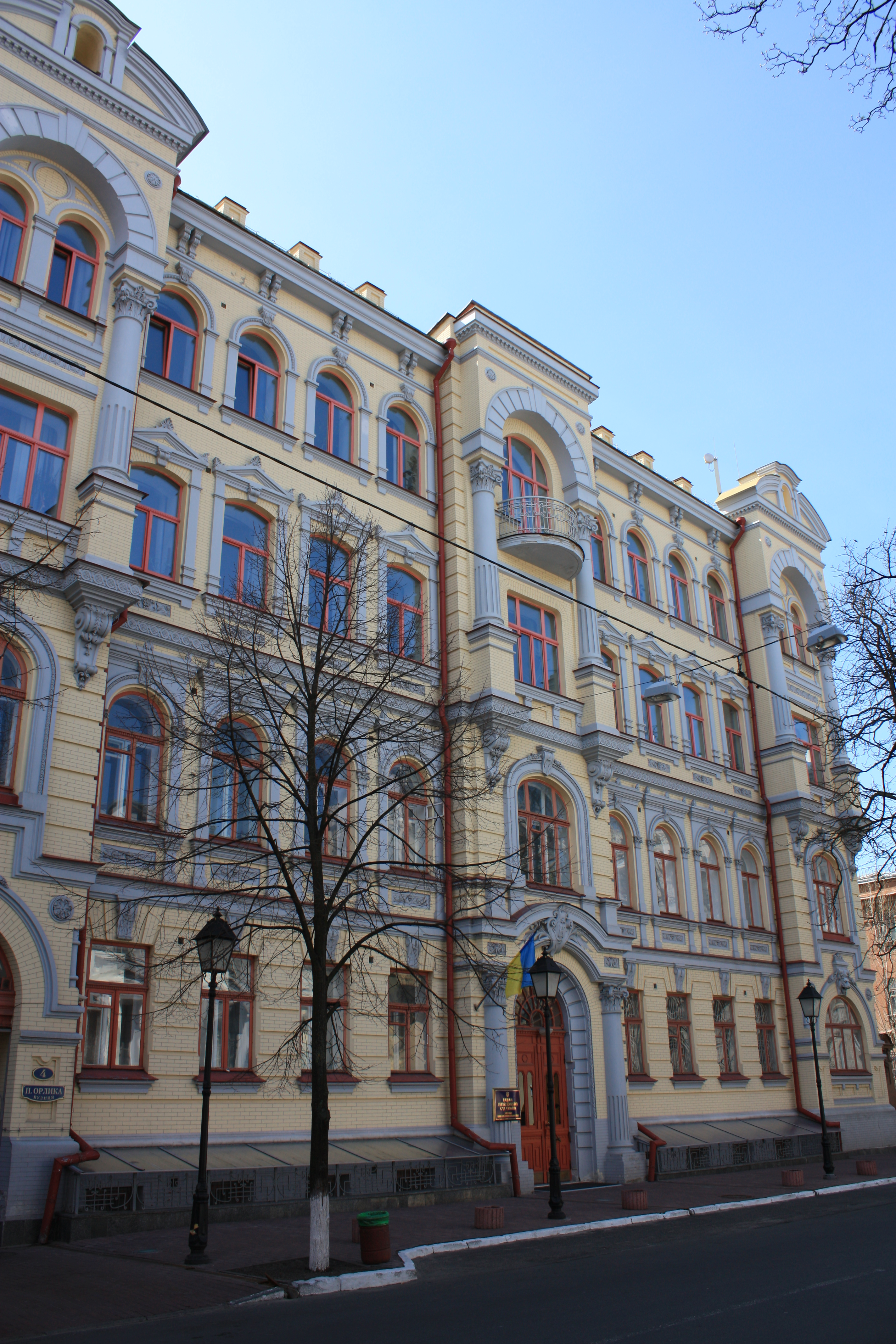
ВССУ. м. Київ, вул. Пилипа Орлика, 4а

Вищий спеціалізований суд України з розгляду цивільних і кримінальних справ — до 2017 року – колишній суд касаційної інстанції для цивільних і кримінальних справ в системі судів загальної юрисдикції України.
Судова реформа 2016 року передбачила ліквідацію Вищого спеціалізованого суду України з розгляду цивільних і кримінальних справ у зв'язку з утворенням нового Верховного Суду. Це сталося 15 грудня 2017 року, після чого запрацював Касаційний господарський суд.
Функції касаційного провадження у відповідних справах перейшли до складових частин Верховного Суду: Касаційного кримінального суду та Касаційного цивільного суду.

## Історія
У системі судів загальної юрисдикції з 1 листопада 2010 діяв Вищий спеціалізований суд України з розгляду цивільних і кримінальних справ (ВССУ), утворений 1 жовтня 2010 року згідно з Указом Президента України від 12 серпня 2010 року «Про Вищий спеціалізований суд України з розгляду цивільних і кримінальних справ».
Відповідно до повноважень, визначених Законом України «Про судоустрій і статус суддів», ВССУ здійснює правосуддя у порядку, встановленому процесуальним законом; у випадках, передбачених процесуальним законом, розглядає справи відповідної судової спеціалізації як суд першої або апеляційної інстанції; аналізує судову статистику, вивчає та узагальнює судову практику; надає методичну допомогу судам нижчого рівня з метою однакового застосування норм Конституції та законів України у судовій практиці на основі її узагальнення та аналізу судової статистики; дає спеціалізованим судам нижчого рівня рекомендаційні роз'яснення з питань застосування законодавства щодо вирішення справ відповідної судової спеціалізації; здійснює інші повноваження, визначені законом.
Голова ВССУ — Гулько Борис Іванович.
Заступниками Голови ВССУ є ЧЕРВИНСЬКА Марина Євгенівна, КРАВЧЕНКО Станіслав Іванович.
Із грудня 2010 року до жовтня 2012 року заступником Голови ВССУ був Пшонка Микола Павлович.
Із січня 2011 року до червня 2013 року заступником Голови ВССУ був Вільгушинський Михайло Йосипович.
Керівник апарату — Капустинський Віктор Анатолійович.
Заступник керівника апарату — Сердюк Валентин Васильович.
До жовтня 2012 року Головою ВССУ був Фесенко Леонід Іванович.
Відповідно до статті 2 Розділу ІІ Прикинцевих та перехідних положень Закону України "Про відновлення довіри до судової системи України", який набрав чинності 11 квітня 2014 року, припинено повноваження голів та їх заступників вищих спеціалізованих судів.
Згідно із частиною третьою статті 34 Закону України "Про судоустрій і статус суддів", суддя ВССУ Парінова Ірина Костянтинівна приступила до виконання обов'язків Голови ВССУ.
На перших зборах суддів, які відбулися 26 жовтня 2010 року було утворено судові палати та затверджено їх кількісний склад: судова палата у цивільних справах — 70 суддів, судова палата у кримінальних справах — 50 суддів.
Станом на 24.04.2014 року до ВССУ обрано 90 судів.
У своїй діяльності ВССУ керується Конституцією України, законами України «Про судоустрій і статус суддів», «Про Вищу раду юстиції», «Про доступ до судових рішень», «Про державну службу», «Про доступ до публічної інформації», Указом Президента України «Про Вищий спеціалізований суд України з розгляду цивільних і кримінальних справ», Цивільним процесуальним кодексом України, Кримінальним процесуальним кодексом України, Положенням про автоматизовану систему документообігу суду, затвердженим рішенням Ради суддів України від 26 листопада 2010 року № 30.